# 大谷茂盛
大谷 茂盛（おおたに しげもり、1926年1月1日 - 1990年10月15日）は、日本の化学工学者。元東北大学総長。従三位勲二等旭日重光章。

## 経歴
1926年、長野県南安曇郡真々部村（現・安曇野市）生まれ。1943年に 旧制長野県立松本中学校（現・長野県松本深志高等学校）を卒業。旧制山梨工業専門学校（現・山梨大学工学部）に進んで1945年に卒業した。戦後、東北大学大学院第1期特別研究員として東北大学大学院工学部機械工学科で学び、1949年に卒業した。
1960年、東北大学工学部助教授に着任。1965年、｢粒状物質内における水分移動に関する研究」を提出して、工学博士号を取得。また、同年に東北大学工学部化学工学科教授に昇進。1982年、東北大学に工学部附属燃焼限界実験施設が設置されると初代施設長になった。1987年からは工学部長、1989年からは東北大学総長(第16代)をつとめた。学界では化学工学協会（現・化学工学会）会長、日本伝熱学会会長、日本熱物性研究会会長をつとめた。また、第14期日本学術会議会員に選出され、広く学術の興隆に尽力した。1990年10月15日死去。叙従三位、勲二等旭日重光章追贈。

## 受賞・栄典
- 1989年：化学工学協会学術賞(「伝熱及び燃焼に関する化学工学的研究」による)

## 研究内容・業績
- 専門は各種の伝熱工学・移動現象工学。